# 7つの教会

小アジアにある7つの教会の町、およびパトモス島の位置

7つの教会（ななつのきょうかい）は、初期キリスト教における7つの主要教会として、新約聖書ヨハネの黙示録で言及されている教会。「黙示の7つの教会」や「アジアの7つの教会」としても知られている（この場合の「アジア」とはローマ時代のアジアであって、現代で言うところの小アジアすなわちトルコのアナトリア半島を指す）。
「ヨハネの黙示録」では、古代ギリシャの島であるパトモスで、イエス・キリストが弟子のパトモスのヨハネに福音を通して次のように伝えたとされる。「あなたが見たものを巻物に書きなさい。そして7つの教会に送りなさい。エフェソス、スミルナ、ペルガマ、ティアティラ、サルデス、フィラデルフィア、ラオディキア」。
なお、ここでの「教会」は、キリスト教徒が住むそれぞれのコミュニティをさしており、建物や礼拝所としての教会だけとは限らない。

## 概要
53-56年に宣教師パウロがエフェソスの都市を訪れ、滞在中にキリスト教の宣教のために働いた。この働きの結果、キリスト教の7つの教会が初めて建てられた。
ローマ帝国期に建てられ、それぞれの地名で呼ばれるようになる。
1. エフェソス（エフェス、セルチュク）
2. スミルナ、（イズミル）
3. ペルガモン、（ベルガマ）
4. ティアティラ（アクヒサル）
5. サルデス（サルト、サーリフリ）
6. フィラデルフィア（アラシェヒル）
7. ラオディキア（デニズリ）

## 各教会の特徴
いずれも、ヨハネの黙示録の記述による。
1. エフェソス（ヨハネの黙示録2章1-7節） - 最初の愛を見捨てた教会 (2章4節)
2. スミルナ（ヨハネの黙示録2章8-11節） - 迫害に耐えた教会 (2章10節)
3. ペルガモン（ヨハネの黙示録2章12-17節） - 誤った教師の悔い改めを必要とする教会 (2章16節)
4. ティヤティラ（ヨハネの黙示録2章18-29節） - 誤った預言者のいる教会 (2章20節)
5. サルデス（ヨハネの黙示録3章1-6節） - 眠りに落ちた教会で、未だに目覚めと言われる (3章2節)
6. フィラデルフィア（ヨハネの黙示録3章7-13節） - 辛抱強く耐える教会 (3章10節)
7. ラオディケイア（ヨハネの黙示録3章14-22節） - 神にぬるく味気ない教会 (3章16節)

431年にキリスト教第3公会議（エフェソス公会議）が聖母マリアの家の近くで行われた。マニサ地域のアラシェヒル地区にあるフィラデルフィア教会はアメリカ合衆国の都市「フィラデルフィア」の由来にもなっている。